# Office allemand des brevets et des marques

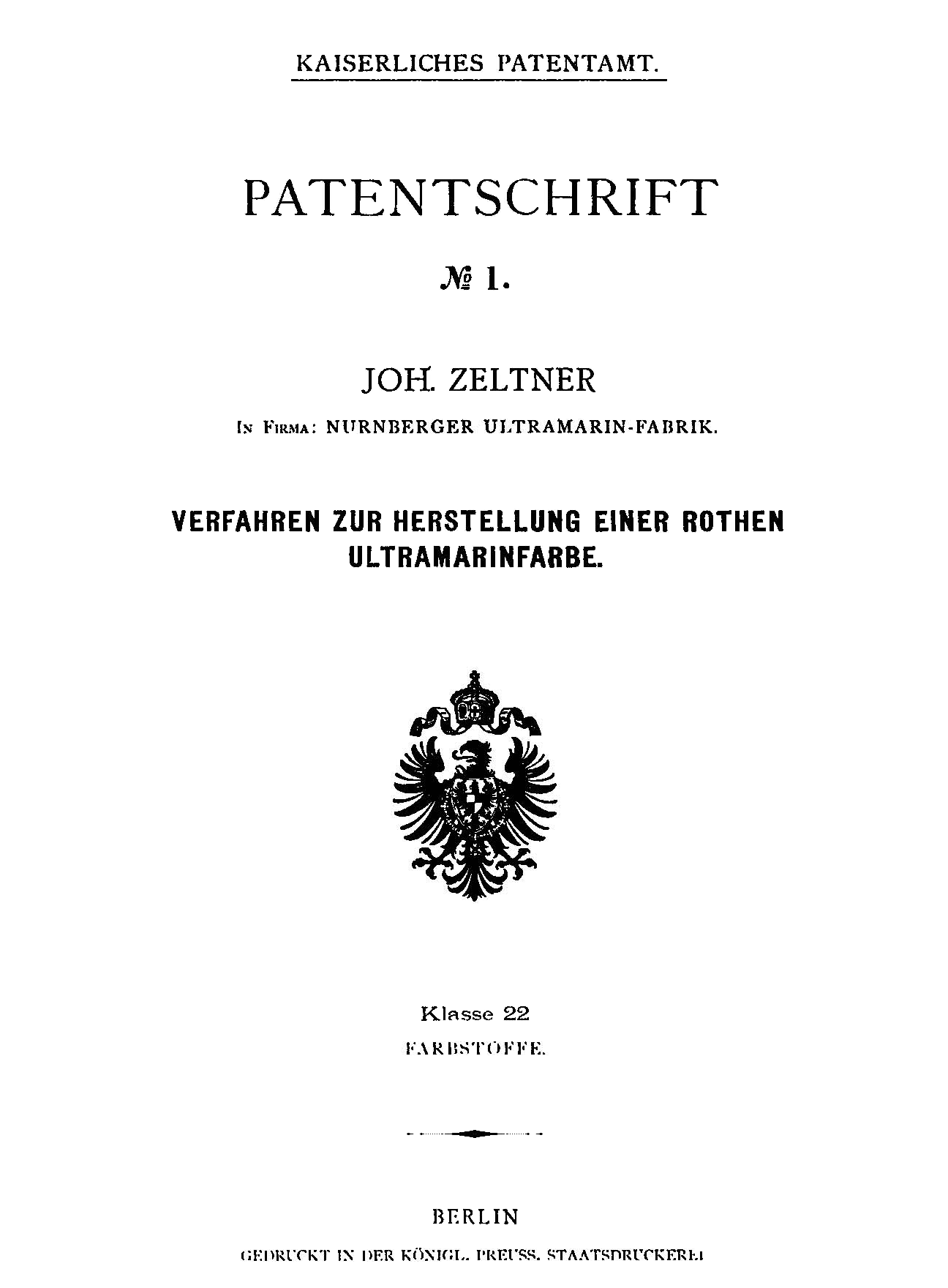
La couverture du premier brevet allemand

L'Office allemand des brevets et des marques (Deutsches Patent- und Markenamt ou DPMA) est une institution fédérale allemande dépendant du ministère fédéral de la justice. Son siège est situé à Munich avec des branches à Berlin et Iéna. En tant qu’office des brevets en Allemagne, il employait en 2006 plus de 2 500 personnes dont 700 examinateurs de brevets.

## Mission
Le DPMA est l'institution centrale en matière de propriété industrielle en Allemagne. Il est responsable de la délivrance de brevets, de l'enregistrement des marques, certificats d'utilité, et des dessins et modèles ainsi que de l'information du public au sujet des droits de propriété industrielle existants.
Le DPMA coopère dans les Länder avec des centres d'information sur les brevets (Patentinformationszentren) regroupés au niveau fédéral dans l'association Deutscher Patentinformationszentren e.V..
La base juridique sur laquelle repose le DPMA est à trouver dans la section 26 de la loi sur les brevets allemands (§26 PatG).

## Histoire

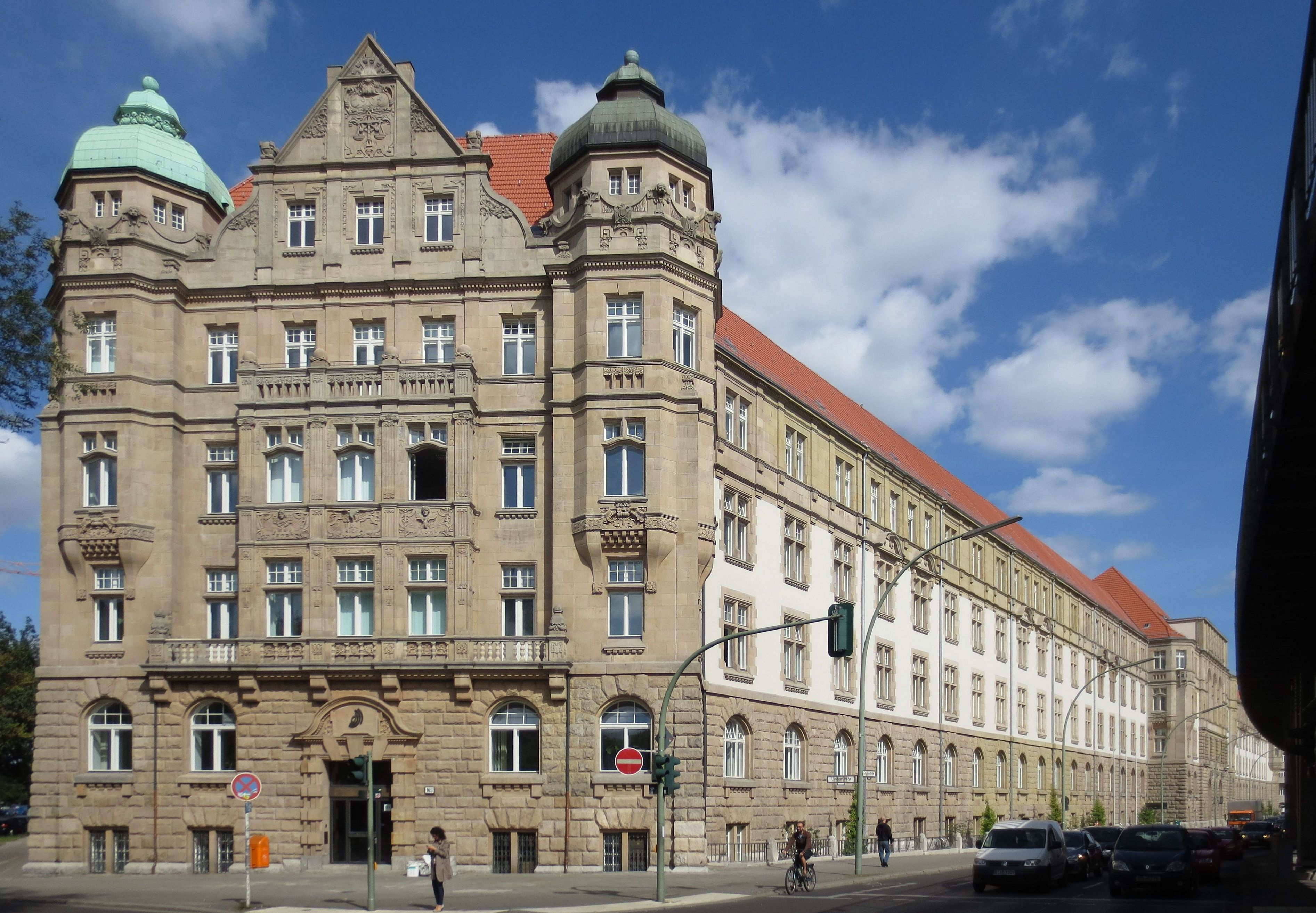
L'institut Impérial des Brevets de Berlin-Kreuzberg (1908).

Le 25 mai 1877, le Reichstag votait la première Loi allemande sur les brevets (Patentgesetz), instituant par la même occasion un bureau des brevets chargé d'instruire et de délivrer ces titres d'exploitation. Cet institut, le Kaiserliche Patentamt, fut donc inauguré à Berlin le 1er juillet 1877. Dès le lendemain, il accordait un premier brevet au chimiste Johannes Zeltner pour un procédé de fabrication d'un colorant rouge outremer. La marque Perkeo est déposée le 16 octobre 1894 par un fabricant berlinois de matériel d'éclairage,.
L'institut prit d'abord ses quartiers dans un bel immeuble de la Wilhelmstrasse puis en avril 1879 dans un immeuble de rapport de la rue de Königgratz (l'actuelle Stresemannstraße) et trois ans plus tard dans un autre immeuble de ce même boulevard. En 1891, l'institut bénéficia d'un nouvel immeuble (agrandi en 1895), au n°34 de la Luisenstraße, dans Berlin-Mitte,. En 1905, il emménagea dans les bâtiments conçus par les architectes Solf et Wichards à l'angle de la Gitschiner Straße et de Lindenstraße à Berlin-Kreuzberg, avec une façade remarquable par sa longueur : 243 m face au métro aérien,.
L'institut a été rebaptisé sobrement Reichspatentamt après la chute de la monarchie en 1919.
Le 1er octobre 1949, l'Office allemand des brevets s'installe au sein du musée allemand à Munich. En 1951, une annexe ouvre ses portes dans ce qui était l'Office des brevets du Reich. En 1959 enfin, l'Office emménage à Munich sur site propre.
En 1990, l'Office des inventions et brevets de l'ex-RDA situé à Berlin (Amt für Erfindungs- und Patentwesen der DDR) est intégré à son homologue de l'Ouest.
En 1998, des bureaux sont ouverts à Iena et l'essentiel de l'administration du site berlinois y est transféré. La même année, l'institution est renommée pour prendre son nom actuel : d'Office allemand des brevets (Deutsches Patentamt), on passe à Office allemand des brevets et marques (Deutsches Patent- und Markenamt ou DPMA) pour signifier l'intégration de la gestion des marques commerciales aux responsabilités de l'institution.
À l'origine, les plaintes étaient traitées directement à l'Office des brevets. Depuis 1961, la responsabilité en incombe au Tribunal fédéral des brevets.
Depuis 1977, entrée en vigueur de la Convention sur le brevet européen, l'Office européen des brevets, ayant aussi son siège à Munich, est également en mesure de délivrer des titres valides sur le territoire allemand.

## Source
- (de) Cet article est partiellement ou en totalité issu de l’article de Wikipédia en allemand intitulé « Deutsches Patent- und Markenamt » (voir la liste des auteurs).